# The Great Commandment
The Great Commandment (en español: El gran mandamiento) es una canción de la banda alemana Camouflage. Fue lanzada en septiembre de 1987 como su primer sencillo y publicado con su álbum de estudio debut: Voices & Images.

## Historia
The Great Commandment se publicó por primera vez como single de debut en septiembre de 1987 en Metronome Records.
The Great Commandment debutó en el puesto 27 de las listas de sencillos alemanas el 19 de octubre de 1987 y alcanzó su posición más alta tres semanas después, el 9 de noviembre de 1987, situándose en el puesto 14. El sencillo permaneció en las listas durante 15 semanas, siendo su última semana en la lista la del 25 de enero de 1988. Hasta el lanzamiento de Love Is a Shield (abril de 1989), fue el sencillo más exitoso y de mayor duración de la banda.
En 2001 la banda volvió a grabar el sencillo (incluida las voces) y lo lanzó ese año, como un intento de regreso a sugerencia de su sello. El sencillo fue producido por el trío británico Toy y la batería estuvo a cargo de Christian Eigner, excompañero de gira de Depeche Mode. Alcanzó el puesto 85 en las listas.

## Letra
Fue escrita por Heiko Maile, quien se inspiró en el represivo régimen comunista que gobernaba la República Democrática Alemana en 1987 y construyó el muro de Berlín.

Algunas personas te reprimen, te separan y cosechan un desastre
Reeducación para los niños que demandaron una instancia inocente
¡El gran mandamiento!
Muestra el desprecio entre el mundo y su vergonzoso pavimento
Some people suppress you
they partch you and reap a disaster
Reeducation for the infants who demanded for an innocent instance
The Great Commandment!
Shows the contempt, between the world and their embarrassing pavement

## Video
El video musical muestra a los miembros de la banda entre una multitud de niños, que parecen estar protestando contra algún tipo de portavoz. Una niña juega con una pelota y por accidente descubre un panel de control debajo del escenario, donde descubre que el portavoz es, en realidad, un robot controlado por el mecanismo. Se pone a jugar con la máquina, desconfigurando al androide y haciendo reír a los niños; demostrando que un gran mandamiento no existe como tal.
No existe en YouTube un video subido de manera oficial. Pero si hay decenas de videoclips subidos por usuarios y si se toman los primeros cinco con mayor cantidad de reproducciones, juntos suman más de 20 millones de visualizaciones.